# Verpelét
Verpelét est une ville du comitat de Heves en Hongrie. Elle a le titre de ville depuis le 15 juillet 2013.